# Compsobracon berlandi
Compsobracon berlandi är en stekelart som först beskrevs av Josef Fahringer 1935.  Compsobracon berlandi ingår i släktet Compsobracon och familjen bracksteklar. Inga underarter finns listade i Catalogue of Life.